# Tvibaggen
Tvibaggen är ett skär i Åland (Finland). Det ligger i Skärgårdshavet eller Norra Östersjön och i kommunen Kökar i landskapet Åland, i den sydvästra delen av landet. Ön ligger omkring 80 kilometer öster om Mariehamn och omkring 210 kilometer väster om Helsingfors.
Öns area är 0,4 hektar och dess största längd är 90 meter i sydväst-nordöstlig riktning. Trakten är glest befolkad. Det finns inga samhällen i närheten.